# Blunaki
Blunaki – wieś w Polsce, w województwie pomorskim, w powiecie sztumskim, w gminie Dzierzgoń.
W latach 1954-195 wieś należała i była siedzibą władz gromady Blunaki, po zmianie siedziby i nazwy gromady w gromadzie Tywęzy. W latach 1975–1998 miejscowość administracyjnie należała do województwa elbląskiego.